# Mercedes-Benz W28
Mercedes-Benz 170 H är en personbil, tillverkad av den tyska biltillverkaren Mercedes-Benz mellan 1936 och 1939.
På Berlin-salongen 1936 presenterades 170 H, en större efterträdare till svansmotor-modellen 130. Den nya bilen hade samma motor som 170 V, men placerad bak. Mercedes-Benz hade förbättrat hjulupphängningarna för att tygla den värsta överstyrningen. 170 H hade rikligare utrustning och var dyrare än den konventionella 170 V. Priset, tillsammans med svansmotorkonstruktionens tveksamma rykte bidrog till att hålla nere försäljningssiffrorna och Mercedes-Benz lade ner svansmotorprogrammet i samband med krigsutbrottet.
En ovanligt stor andel 170 H fanns kvar efter kriget, men eftersom Mercedes-Benz inte presenterade någon efterföljare ansågs modellen misslyckad och de flesta bilarna skrotades bort när det ekonomiska undret tog fart. Idag är en 170 H betydligt mer sällsynt än en stor kompressor-cabriolet.
Motor
| Modell | Motor                  | Cylindervolym | Effekt | Bränslesystem   |
| ------ | ---------------------- | ------------- | ------ | --------------- |
| 170 H  | M28: 4-cyl radmotor sv | 1697 cm³      | 38 hk  | Enkel förgasare |

Tillverkning
| Modell | Antal |
| ------ | ----- |
| 170 H  | 1 507 |